# Fuga dal Natale (film)
Fuga dal Natale (Christmas with the Kranks) è un film del 2004 di Joe Roth, interpretato da Tim Allen e Jamie Lee Curtis. È tratto dall'omonimo romanzo del 2001 di John Grisham ed è dedicato all'attore statunitense Alan King (1927-2004), morto nell'anno di uscita della pellicola.

## Trama
Luther Krank, padre di famiglia stanco del solito consumismo del periodo natalizio, decide di "fuggire dal Natale" con una vacanza ai Caraibi, assieme alla moglie Nora, dopo la partenza per il Perù della figlia Blair. Luther e Nora non hanno fatto però i conti con i vicini di quartiere (capitanati da Vic Frohmayer e Walt Scheel) che non si rassegnano a vedere la casa dei Krank senza nemmeno una lucina: per quasi tutto il film la casa dei Krank è tenuta "sotto assedio" dai vicini. Come se non bastasse, proprio mentre Nora e Luther stanno preparando le valigie per la vacanza, la figlia Blair li chiama dicendogli: «Mamma, papà, io e il mio nuovo ragazzo, Enrique, torniamo a casa per Natale, atterriamo alle 20.03, giusto in tempo per la vostra festa della vigilia. Enrique non ha mai passato il Natale in America, gli ho raccontato tutto le decorazioni, l'albero, Frosty sul tetto...»; la vacanza ai Caraibi può ritenersi rovinata. Luther e Nora devono compiere un piccolo miracolo di Natale e hanno solo 12 ore di tempo per addobbare la casa, comprare e fare l'albero di Natale, mettere Frosty sul tetto, preparare la cena e invitare degli amici. In aiuto di Luther e Nora arriveranno proprio i vicini ficcanaso. Il Sig. Marty invitato da Nora alla festa  mentre si trova al supermercato si rivela essere Babbo Natale con tanto di Maggiolino Volkswagen volante trainato dalle renne! Un dettaglio sfuggito a molti ...

## Riconoscimenti
- 2005 – Dallas-Fort Worth Film Critics Association Awards
  - Peggior film
- 2005 – Kids' Choice Awards
  - Candidatura per il miglior attore a Tim Allen
- 2005 – Young Artist Awards
  - Miglior film commedia o musicale per la famiglia